# ヤングアニマル嵐
『ヤングアニマル嵐』（ヤングアニマルあらし、YOUNG ANIMAL アラシ）は、白泉社より発行されていた月刊の青年漫画雑誌。第1金曜日発売。『ヤングアニマル』の増刊号にあたる。
2000年3月に季刊誌として創刊。2001年4月より隔月刊、2005年5月より月刊となる。2018年6月に休刊となった。
性描写を多く含んだ作品がほとんどを占めていた。また、袋綴じでの過激なグラビアを掲載したこともあった。このため複数の自治体で何度か有害図書の指定を受けている（後述）。ただしコンビニエンスストアなどにおいては通常一般（全年齢）向け雑誌の棚に陳列されており、成人向け雑誌としては扱われていない。付録にグラビアアイドルのDVDが付くことも多かった。
2016年8月号にて誌面リニューアルを行い、タイトルロゴが刷新され、過激な描写は控えめな新連載が多数投入された。また、ヌードグラビアの掲載はこれ以降行われていない。
2018年7月号をもって休刊となったことに伴い、継続中の連載作品のほとんどは『ヤングアニマル』本誌に移籍し、2018年14号（7月13日発売）から連載が開始された。また、『実況!!泉くんの恋模様』は最終回が本誌の同年15号（7月27日発売）に掲載された。

## 休刊までの連載作品一覧
作品名五十音順（派生作品については例外あり）
- R's Bar〜漫画家の集まる店〜（黒澤R）※『ヤングアニマルDensi』に移籍
- アイディアル（川本貴裕）
- 青い牙（有村しのぶ）
- 碧いの誘惑（氷室芹夏）
- アシスタント伝奇 ケイカ（西川魯介）
- 杏子ボンバイエ!!（川下寛次）
- いちきゅーきゅーぺけ（甘詰留太）
- 一発!仕事人（原作・北川大地、作画・黒澤R）
- 犬ぐらし（遠藤淑子）
- いぬみみ（中島零）
- 歌うヘッドフォン娘（ぬじま）
- ウラ女子。（LINDA）
- Sランクモンスターの《ベヒーモス》だけど、猫と間違われてエルフ娘の騎士として暮らしてます（原作：銀翼のぞみ、漫画：東雲太郎、キャラクター原案：東雲太郎、夜ノみつき）※『ヤングアニマル』本誌に移籍
- えっちの神さま!（原作・永久保貴一、作画・増田剛）
- えびがわ町の妖怪カフェ（上田信舟）※『ヤングアニマル』本誌に移籍
- ALL I NEED（糸杉柾宏）
- 俺がアブノーマルかもしれない件について（筧秀隆）※短期集中→不定期連載
- オレたま 〜オレが地球を救うって!?〜（原作・原田重光、作画・瀬口たかひろ）
- 風の頂（菅野航）
- カナ式!ラジオスター（原作・花崎圭司、作画・永野あかね）
- かの女は忍具ムスメ!（原作・阿智太郎、作画・板場広志）
- ガブメント（林崎文博）
- 偽書ゲッターロボ ダークネス（原作：永井豪・石川賢、漫画：西川秀明） ※『月刊マガジンZ』より移籍。
- GALS POLICE 24時（たべ・こーじ）
- ぎゃんぶる太平記（藤島じゅん）
- ぎゃんぶる太平記G（後藤羽矢子）
- クソゲー・オンライン（仮）（原作：つちせ八十八、作画：東雲太郎、キャラクターデザイン東雲太郎、にろ）2016年no.8 - 2018年No.1
- クソ魔法学園（ヤザワ） ※短期集中連載
- クラック・ハウンド（原作・榊一郎、作画・前川かずお）
- 食わせていかねば 〜使えないブラック育児書〜（えりちん）※不定期連載
- 拳奴死闘伝セスタス（技来静也）※『ヤングアニマル』本誌より移籍、『マンガPark』に移籍
- 恋花温泉（川津健二朗）
- 獄卒パラダイス（山田猫たけし）
- コツコツためまSHOW（宇野亜由美）
- 後藤羽矢子の裁判びゅー日記♥（後藤羽矢子）
- この愛は、異端。（森山絵凪）※『ヤングアニマル』本誌に移籍
- ごめんね、マリア様（玉越博幸）
- 13DOGs（張慶二郎）
- さくら咲いちゃえ（私屋カヲル）
- 作家 蛙石鏡子の創作ノート（西川魯介）
- シェイファー・ハウンド（原作・吠士隆、漫画・かたやままこと）
- じけんじゃけん!（安田剛助）※『ヤングアニマル』本誌に移籍。2016年no.1 - 2018年No.1
- 実況!!泉くんの恋模様（原作：原田重光、作画：大箕すず）※最終回のみ『ヤングアニマル』本誌に掲載
- 14（作画・亜桜まる、原作・朝田光）
- 職業・殺し屋。（西川秀明）※『ヤングアニマル』本誌に移籍
  - 新 職業・殺し屋。 斬ZAN
- 素人AV女優（川本貴裕）
- 新妹魔王の契約者・嵐!（原作・上栖綴人、キャラクター原案・大熊猫介（ニトロプラス）、漫画・木曽フミヒロ）
- すくすく奥さん（さんりようこ）
- セキララ彼女（LINDA）
- セクシー・モンスターズ（川本貴裕）
- 設定少女（川津健二朗）
- 戦国雀王のぶながさん（重野なおき）
- ダダダ（あみだむく）※短期集中連載
- ただ離婚してないだけ（本田優貴）※『ヤングアニマル』本誌に移籍
- だって愛だもん（橘裕）
- ちょっとお茶とか。（ももせたまみ）
- 天然格闘少女ちひろちゃん♥（森尾正博）※並行連載していた『ヤングアニマル増刊あいらんど』で継続。
- 年上ノ彼女（甘詰留太）
- 虎子、あんまり壊しちゃだめだよ（ぬじま）
- トランスGALS（たべ・こーじ）
- Do race?（okama）
- ナースウィッチ小麦ちゃんマジカルて（原案・むぎむぎ団、作画・中島零）
- なぎさちゃんのカレシ（未影）※『ヤングアニマル増刊あいらんど』と同時連載。
- ナナとカオル Black Label（甘詰留太）※『ヤングアニマル』本誌に移籍、一時期本誌と同時連載していた
  - ナナカオぴんくぴゅあ（ももせたまみ）※不定期連載、『ナナとカオルぴんくぴゅあ』と改題して単行本化。なお、甘詰留太に関する権利記載は掲載誌面にも単行本にも行なわれていない。
- 捻じ曲げファクター（守月史貴）
- 信長の忍び外伝 尾張統一記（重野なおき）
- のら女子高生（秋吉イナリ）※『ヤングアニマル』本誌に移籍
- ハイジンクエスト（山田みらい）
- 派遣OL ローテーション（藤真タケシ）
- ハルとナツ（武田すん）※『ヤングアニマルイノセント』と同時連載
- 春のミチオシエ（古宇りさ） ※短期集中連載
- パンダ漬け（高島知宏）
- ひまわり伝っ!（TAGRO、原作：GoDo） - 関連『ひまわりっ!』
- ピンクとみずいろ（後藤羽矢子）
- 福岡侍（瀬口たかひろ）
- ふたりエッチ SPECIAL PART（克・亜樹）
- ぶらガール（甘詰留太）
- プラマイごはん（原作：とい天津、作画：森小太郎）
- プロ野球絶体絶命の男達（原作：中溝康隆、作画：富士屋カツヒト）※短期集中連載
- ヘウレーカ（岩明均）
- へべれけ恋バナ相談室（後藤羽矢子）
- 僕（原作・サトウナンキ、漫画・きづきあきら）
- ボクだけ知ってる一宮さん（甘詰留太）
- ぼくのアイドル（永野あかね）
- マイぼーる!（いのうえ空）※『ヤングアニマル』本誌より移籍、『マンガPark』に移籍
- マウス 幕末伝（原作・あかほりさとる、作画・板場広志）
- まじかるストロベリィ（まつもと剛志）
- マジック♥マジック（ももせたまみ）
- 魔女は三百路から（原作：原田重光、作画：松本救助）※『ヤングアニマル』本誌に移籍
- 魔法人妻マナミ（LINDA）
- まりこさんの恍惚ごはん（酉川宇宙）※『ヤングアニマル』本誌に移籍
- 巫女姉妹（竹内じゅんや）
- 御石神落とし（原作・永久保貴一、作画・増田剛）
- 無邪気の楽園（雨蘭）
  - 無邪気の楽園 パラレル（雨蘭）※『無邪気の楽園』のスピンオフ作品
- 名物!たびてつ友の会（山口よしのぶ）
- モトヨメ（原作：原田重光、作画：松本救助）
  - モトヨメ 女社長編
  - モトヨメ エリート女医編
  - モトヨメ 女流華道家編[3]
- モンテ・クリスト伯爵（原作・アレクサンドル・デュマ「Le Comte de Monte-Cristo」より、漫画・森山絵凪）
- 野蛮の園（西川魯介）
- 柔のミケランジェロ（カクイシシュンスケ）※『ヤングアニマル』本誌に移籍
- ゆきにょ書きます!（てりてりお）
- ラグビー部女子マネ革命 なづなのお願いっ!!（森尾正博）
- ラブホいこうよ♥（鬼ノ仁）
- リカ（宮野ともちか）※『ヤングアニマル』本誌に移籍予定（時期不明）
- 6番目の殺人（川本貴裕）
- ロボ山さんGo Fight!（まつもと剛志）※『ヤングアニマル増刊あいらんど』と同時連載。

## 映像化
| 作品         | 発売年          | アニメーション制作 | 備考                                   |
| ------------ | --------------- | ------------------ | -------------------------------------- |
| 無邪気の楽園 | 2014年 - 2016年 | SEVEN              | 単行本6巻・8巻・10巻の各限定版の付属品 |

本誌から掲載誌を移籍後に映像化した作品だと『ただ離婚してないだけ』のテレビドラマがある。

## 発行部数
- 2006年（2005年9月 - 2006年8月） 112,572部[4]
- 2007年（2006年9月 - 2007年8月） 123,083部[4]
- 2008年（2007年10月 - 2008年9月） 147,167部[4]

|                    | 1-3月      | 4-6月      | 7-9月      | 10-12月    |
| ------------------ | ---------- | ---------- | ---------- | ---------- |
| 2008年（平成20年） |            | 149,000 部 | 159,000 部 | 151,334 部 |
| 2009年（平成21年） | 156,000 部 | 156,334 部 | 157,667 部 | 156,750 部 |
| 2010年（平成22年） | 153,500 部 | 149,000 部 | 146,000 部 | 142,667 部 |
| 2011年（平成23年） | 144,667 部 | 139,100 部 | 141,667 部 | 134,000 部 |
| 2012年（平成24年） | 132,667 部 | 128,667 部 | 127,667 部 | 117,667 部 |
| 2013年（平成25年） | 122,000 部 | 113,667 部 | 116,667 部 | 110,000 部 |
| 2014年（平成26年） | 108,667 部 | 109,334 部 | 108,000 部 | 105,667 部 |
| 2015年（平成27年） | 104,334 部 | 101,667 部 | 99,334 部  | 94,667 部  |
| 2016年（平成28年） | 92,667 部  | 91,333 部  | 87,333 部  | 82,000 部  |
| 2017年（平成29年） | 76,667 部  | 74,000 部  | 72,333 部  | 70,000 部  |

## 有害図書指定
神奈川県は県青少年保護育成条例に基づき、2007年No.1、2008年No.1の別冊付録、同年No.7、2009年No.1を有害図書類に指定（包括指定）している。また、山形県は2008年No.7及び同年No.11を有害図書類に、岡山県は2009年No.3を有害図書に指定している。秋田県では、2005年以降に3度有害図書の指定を受けている（2009年2月現在）。